# Orienticius
Genre
Orienticius est un genre d'araignées aranéomorphes de la famille des Salticidae.

## Distribution
Les espèces de ce genre se rencontrent en Chine, en Corée, au Japon et en Russie orientale.

## Liste des espèces
Selon World Spider Catalog (version 18.0, 29/04/2017) :
- Orienticius chinensis (Logunov, 1995)
- Orienticius vulpes (Grube, 1861)

## Publication originale
- Prószyński, 2016 : Delimitation and description of 19 new genera, a subgenus and a species of Salticidae (Araneae) of the world. Ecologica Montenegrina, vol. 7, p. 4-32 (texte intégral).